# فابريسيو أورتيز
فابريسيو أورتيز (بالإسبانية: Fabricio Ortiz)‏ (17 مارس 1990 في الأرجنتين - ) هو لاعب كرة قدم أرجنتيني في مركز الدفاع. لعب مع Jacksonville Armada FC ‏ وAlumni de Villa María ‏.

## وصلات خارجية
- فابريسيو أورتيز على موقع قاعدة بيانات كرة القدم.إي يو (الإنجليزية)
- فابريسيو أورتيز على موقع Soccerway.com (الإنجليزية)